# Kirche Basdorf (Vöhl)

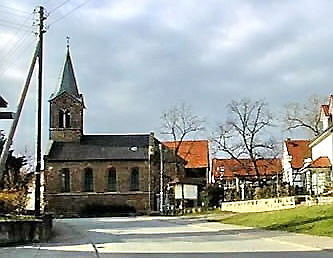
Kirche Basdorf

Die evangelische Kirche zu Basdorf, einem heutigen Ortsteil von Vöhl im nordhessischen Landkreis Waldeck-Frankenberg, ist seit Jahrhunderten Mittelpunkt des Ortes.

## Geschichte
Die jetzige Kirche wurde 1863 fertiggestellt und eingeweiht. Sie wurde in den Jahren 1861–1863 von Bergmeister Pfannmüller aus Thalitter erbaut. Es gab jedoch einen (oder mehrere?) Vorgängerbauwerke. So ist in dem um 1300 entstandenen Synodalregister des Klosters Werbe, von dem aus auch Basdorf kirchlich betreut wurde, eine Kapelle in Basdorf erwähnt. Auch die über dem Torbogen zum alten Friedhof (hinter der Kirche) angebrachte Jahreszahl 1662 stammt fraglos von der Basdorfer Kapelle. Man kann jedoch nicht mehr genau sagen, ob sie sich auf eine Instandsetzung oder einen Neubau der Kapelle bezieht. 1843 wurde die alte Kapelle abgebrochen.
Als Grundstock für den Neubau diente das Vermächtnis einer Basdorfer Bürgerin. Eine Inschrift über dem Kirchenportal besagt: „Erbaut durch die Gemeinde infolge einer Stiftung der A. Katharina Wetzel, geb. Dietrich von 1000 Fl.“ (Fl. = darmstädtische Gulden). Es wird berichtet, dass fast alle Basdorfer Familien beim Bau der Kirche mithalfen.

## Bauwerk
Das Kirchenschiff ist mit einer Empore versehen und mit einer Holz-Kassettendecke überdacht. Die Glasfenster im Altarraum erinnern an die Trinität Vater–Sohn–Heiliger Geist. Dabei ist braun die Farbe der Erde, blau die Farbe des Himmels, der Treue und der Unendlichkeit; weiß ist die Farbe des Lichts, die Farbe für Christus; und rot ist die Farbe der Liebe. In der Mitte des Kirchenraumes steht der Altar. 1922 wurden neue Kirchenglocken beschafft, da die alten zum Einschmelzen zwecks Munition für den Ersten Weltkrieg eingezogen wurden. Im Zweiten Weltkrieg ereilte diese Glocken das gleiche Schicksal. Das jetzige Geläut stammt aus dem Jahr 1950.
1987 wurde die Kirche innen und im Jahr 2000 außen grundlegend renoviert.
Im September 2011 schlug ein Blitz in den Kirchturm ein, und das schwer beschädigte Turmdach musste entfernt und erneuert werden.

## Kirchengemeinde
Die Kirchengemeinde Basdorf bildete ab 1984 mit Ober-Werbe und Nieder-Werbe das Kirchspiel Nieder-Werbe - Basdorf. Heute (Stand Juni 2021) gehört sie zur Kirchengemeinde Waldeck im Kirchenkreis Eder im Sprengel Marburg der Evangelischen Kirche von Kurhessen-Waldeck.
Basdorf ist ein alter Siedlungsort. Die frühesten nachweisbaren Wurzeln werden mit der Gründung des Klosters Werbe um 1124/30 erkennbar, von dem aus Basdorf kirchlich betreut wurde. In dortigen Urkunden ist Basdorf erstmals 1206 erwähnt. Die Missionierung hier im alten Ittergau begann etwa ab 741 vom Bistum Büraberg bei Fritzlar aus durch Sturmius.
1529 wird Basdorf im Zuge der Reformation als Filiale zur Pfarrei Vöhl gekommen sein.
1892 wurde Basdorf eigenständige Pfarrei mit der Filiale Oberwerba; 1937 kam Nieder-Werbe (mit Scheid) und 1949 Ober-Werbe hinzu.
Ein besonderes Denkmal ist die „Basdorfer Gerichtslinde“ hinter der Kirche. Diese historisch wertvolle Gerichtslinde wurde im Jahr 1527 gepflanzt, als die Grafen Philipp IV. von Waldeck-Wildungen und Philipp III. von Waldeck-Eisenberg in der Grafschaft Waldeck die Reformation einführten. Etwa bis zum Abbruch der alten Kapelle ließ der Bürgermeister die Gemeinde zwecks Besprechungen „unter die Linde“ läuten.

## Die Altarfenster
Die drei Altarfenster der Basdorfer Kirche wurden im Jahr 1974 durch den Künstler Erhardt Klonk entworfen und eingebaut und stellen die drei Artikel des Glaubensbekenntnisses dar: Vater (links, Kanzelseiten), Sohn (Mitte), Heiliger Geist (rechts, Taufsteinseite).
Von weitem sichtbar sind die Strukturen und Farben der Fenster. Die unregelmäßigen Strukturen symbolisieren das Leben; aber sie sind nicht ungeordnet. Sie fügen sich mit einer Ausrichtung nach oben zusammen. Aus vielen kleinen und größeren Teilen wird ein Ganzes, dessen vertikale Ausrichtung die Transzendenz des Lebens zu Gott darstellt.
Auch die Farben symbolisieren das Leben:
Braun – (vor allem im linken Fenster dominierend) die Farbe der Erde, des festen Glaubens – der Glaube,
Blau – (im mittleren Fenster dominierend) die Farbe des Himmels, des Wassers, der Treue – die Hoffnung,
Rot – (im rechten Fenster verdichtet) die Farbe des Feuers, der Kirche, des Geistes – der Liebe.
So erinnern die Fenster von weitem an die Worte „Nun aber bleiben Glaube, Hoffnung, Liebe diese drei.“ (1 Kor 13,13 ). Diese „Hauptfarben“ werden ergänzt durch weitere Farbtöne: Gelb und Weiß – die Farbe des Lichts, der Ewigkeit, Grün – die Farbe des Wachsens, der Schöpfung.
Bei näherer Betrachtung sind noch mehr Details erkennbar.
Das linke Fenster
bezieht sich auf den Artikel aus dem Glaubensbekenntnis: „Ich glaube, an Gott, den Vater, den Allmächtigen, den Schöpfer des Himmels und der Erden“.
Im unteren Bereich des Fensters ist die Schöpfung mit der ordnenden Trennung von Wasser und Land angedeutet und die Urströme des Paradieses. In der oberen Fensterhälfte sind Sonne, Mond und Sterne zu sehen, denn „Gott sprach: Es werde Licht! Und es ward Licht!“ In der Fenstermitte sind Licht, Erde und Grün miteinander verbunden. Dazwischen „künstlich und fein“ eingezeichnet: Pflanzen, Tiere und zwei Menschen, Adam und Eva.
Das mittlere Fenster
bezieht sich auf den Text „Ich glaube an Jesus Christus, Gottes eingeborenen Sohn, unsern Herrn“, der die Mitte des Glaubens darstellt. Deshalb zeigt die Mitte dieses Fensters den Stern von Bethlehem, und mitten darin ist das Kind in der Krippe, eingezeichnet. Um es herum sind Menschen dargestellt, seien es Hirten oder Könige oder Menschen unserer Zeit; sie treten heran, um anzubeten. Das Bild ist getragen vom unteren Fensterteil: Dornen, Leiden, Sterben – der Gekreuzigte und Dornengekrönte. Doch mitten darin symbolisiert ein heller Strahl das Licht nach oben, die Auferstehung zum ewigen Leben.
Das rechte Fenster
ist auf den Teil „Ich glaube an den Heiligen Geist, die heilige, christliche Kirche.“ bezogen.
Es strahlt mit roten und gelben Farben Wärme aus, Licht und Liebe. Im Zentrum ist das Pfingstereignis, die Ausgießung des Heiligen Geistes dargestellt; Menschen empfangen den Geist der Liebe mit erhobenen Händen und sprechen miteinander und trösten sich. Die vom Heiligen Geist ergriffenen Menschen schweben aber nicht im luftleeren Raum. Die Szene ist verankert in der unteren Bildhälfte, verwurzelt in der Erde, in der Realität des Lebens. Von dort wächst die Kirche als Weinstock Christi nach oben zum Himmel, zum ewigen Leben, zum himmlischen Jerusalem, zum neuen Himmel und zur neuen Erde, der mit den Farben Rot und Gelb die Fülle von Licht und Liebe darstellen soll.